# Izraeli Machal

Francia önkéntesek Negevben

A Machal egy héber kifejezés amely az "önkéntesek Izraelen kívülről"
(מתנדבי חוץ לארץ – מח"ל, Mitnadvei chutz la-aretz, kiejtve mitnadvé húc láárec) jelentéssel bír. Használják azon zsidó és nem zsidó katonákra, akik az izraeli hadseregben szolgálnak, de nem izraeli állampolgárok. Izrael háborúiban általában kis létszámban mindig harcolnak a világ minden tájáról származó zsidók, azonban a Machal kifejezés elsősorban azokra utal (köztük nem zsidókra is), akik önként harcoltak 1948-ban Palesztinában és akik Izrael állam függetlenségének korai szakaszában az újonnan alakult hadseregben szolgáltak.

## Eredet
A Machal leginkább brit és amerikai veteránokból állt, akik a második világháborúban szolgáltak. A háború után a szövetségesek csökkentették a haderő létszámát, így sokakat elbocsátottak, de a legtöbb katona nem tudott beilleszkedni a civil életbe. Különböző körülmények hatására esetleg Izrael függetlenségi harcai hallatán sokan beálltak önkéntesnek. Általában zsidók és keresztények, a cionizmus ideológiai támogatói és zsoldosok jelentkeztek.
A Ha'apala mozgalom tevékenységben 236 Machal segített.1939-1948 között a brit haditengerészet blokádot állított fel, hogy megakadályozza a zsidó bevándorlást Palesztinába. Az Aliyah Bet fedőnevű akció számtalan menekülteket szállító hajót tudott átvinni a blokádon.
Az 1948-ban kitört első arab-izraeli háborúban 3000 külföldi önkéntes harcolt a zsidók oldalán. A háború alatt összesen 119 Machal halt meg.
Az egyik legismertebb Machal egy zsidó származású amerikai ezredes, Mickey Marcus volt. Ő lett később Izrael első dandártábornoka és háborús tapasztalatai sokat segítettek Jeruzsálem védelmének megszervezésében.

## Izraeli Légierő
A Machal legnagyobb számú jelenléte az 1947-1949 között zajló függetlenségi háborúban a légierőnél volt megfigyelhető. Az alkalmazottak negyede külföldi önkéntes volt és ekkor vált a légierőn belül hivatalos nyelvvé az angol.
1949. január 7-én pár órával a teljes tűzszünet előtt négy brit Spitfire megsértette Izrael légterét a déli határnál felderítés céljából. Két izraeli Spitfire  megtámadta őket és három gépet lelőtt. A gépeket két Machal, "Slick" Goodlin (USA) és  John McElroy (Kanada) vezette. Mindketten második világháborús veteránok voltak.
A titkos és nyilvános teherjáratokat is Machal-pilóták vezették, általában fegyvert és ellátmányt szállítottak Európából vagy zsidó menekülteket az arab országokból. Több ezer tonna utánpótlást vittek az egyiptomi hadsereg ostroma (Negev, 1948) alatt az ellenséges vonalak mögé, ahol gyakran silány minőségű leszállópályán kellett leszállniuk. Az izraeli nemzeti légitársaságot (El Al) is Machal-veteránok alapították.
A Machal-személyzet integrálása az izraeli hadseregbe nem ment zökkenőmentesen. A magasabb fizetés és a szolgálati körülmények az izraeli katonák fölé helyezték őket valamint a legtöbbjük kalandor és zsoldos volt, így nem voltak elkötelezett hívei a cionizmusnak és a merev katonai hierarchiának. Ez az egész akkor tetőzött, amikor a légiszállítással foglalkozó hadosztályt sztrájk miatt feloszlatták. Később újraszervezték izraeli személyzettel.

## Háború után
A függetlenségi háború végén a Machal többsége visszatért szülőhazájába. Páran Izraelben telepedtek le, például Kfar Daniel falut észak-amerikai és angol önkéntesek alapították.
1988-ban A Machalt felélesztették Machal2000 néven, amely egy nonprofit szervezetként segíti a fiatal nem izraeli zsidók belépését az izraeli hadseregbe. Kapcsolatban áll a World Machal nevű szervezettel is, amely az eredeti Machal-veteránokat tömöríti.

## Fordítás
- Ez a szócikk részben vagy egészben  a   Machal című angol Wikipédia-szócikk fordításán alapul.  Az eredeti cikk szerkesztőit annak laptörténete sorolja fel. Ez a jelzés csupán a megfogalmazás eredetét és a szerzői jogokat jelzi, nem szolgál a cikkben szereplő információk forrásmegjelöléseként.

## Külső hivatkozások
- Machal és Aliyah Bet (titkos bevándorlás Palesztinába) virtuális múzeum
- Machal-veteránok szervezete
- Machal2000